# Никола Бабић Мика
Никола Бабић Мика (Бриње, код Сења, 26. новембар 1917 — Загреб, 19. октобар 1941) био је учесник Народноослободилачке борбе и народни херој Југославије.

## Биографија
Рођен је 26. новембра 1917. године у селу Брињу, код Сења у сиромашној породици. Са породицом се преселио у Слободницу, данашња општина Сибињ, код Славонског Брода.
Основну школу је завршио у Слободници, док је гимназију у Славноском Борду. Након гимназије је уписао студије агрономије на загребачком свеучилишту 1938. године, али је избачен две године касније због левичарских убеђења.
Члан Комунистичке партије Југославије је од 1937. године, а пре тога је био Скојевац. Био је учесник Народноослободилачке борбе је од 1941. године. Ухапсије су га усташе у Славонском Броду, у септембру 1941. године кад је био на задатку да убије Славка Кватерника. Прво је затворен у Андријевце, па у Осијек, где је мучен. Касније је пребачен у Загреб, да би 19. октобра био убијен на Максимиру.
Указом Президијума Народне скупштине Федеративне Народне Републике Југославије, 20. децембра 1951. године, проглашен је за народног хероја.